# Beneš z Kravař a Strážnice
Beneš z Kravař a Strážnice (†  1375 ) byl moravský šlechtic z rodu pánů z Kravař, dvořan a kancléř moravského markraběte Jana Jindřicha.

## Život
Narodil se jako syn Voka II. z Kravař a jeho manželky Elišky z Rožmberka. 
Poprvé je o Benešovi zmínka v roce 1330 vedle svého staršího bratra Jindřicha, ale není ještě uváděn jménem kvůli neplnoletosti. V roce 1340 byl již plnoletý stejně jako jeho bratr Ješek, který byl členem Řádu německých rytířů a jenž se toho roku uvádí i naposledy. Protože Benešův starší bratr Jindřich zemřel roku 1344 bezdětný, stal se Beneš jediným dospělým mužským příslušníkem rodu. Jindřichovy statky byly drženy jeho strýcem Petrem z Rožmberka, který si stanovil podmínky jejich převodu zpět na Kravaře. První z podmínek byla, že Beneš bude mít mužské potomky, což se vyplnilo, protože Benešovi a jeho manželce Alžbětě z Ronova a Letovic se narodili dva synové.
Beneš z Kravař byl příslušníkem dvora moravského markraběte Jana Jindřicha a roku 1354 je uveden jako markraběcí kancléř. Svoje postavení si Beneš vylepšil v roce 1371 či krátce předtím, kdy se stal nejvyšším komorníkem olomoucké cúdy. Jako významný šlechtic rozšiřoval svoje majetky a přikupoval další vesnice. 
Beneš z Kravař a Strážnice zemřel v roce 1375 a zanechal dva syny: 
- Václav z Kravař a Strážnice zdědil panství Strážnici a Kravaře
- Petr z Kravař a Plumlova zdědil panství Plumlov.